# Musica in piazza
Pour plus de détails, voir Fiche technique et Distribution.
Musica in piazza est un film italien réalisé par Mario Mattoli, sorti en 1936.

## Fiche technique
- Titre : Musica in piazza
- Réalisation : Mario Mattoli
- Scénario : Mario Mattoli, Giacomo Gentilomo et Gherardo Gherardi d'après une histoire d'Aldo De Benedetti
- Musique : Vittorio Mascheroni et Virgilio Ripa (it)
- Photographie : Arturo Gallea
- Pays d'origine : Royaume d'Italie
- Format : Noir et blanc - 1,37:1 - Mono
- Genre : comédie
- Durée : 66 minutes
- Date de sortie : 1936

## Distribution
- Milly : la chanteuse
- Ugo Ceseri : Ceccone
- Enrico Viarisio : Noccolini
- Mino Doro
- Agostino Salvietti
- Ermanno Roveri (it)
- Gemma Bolognesi
- Achille Majeroni (it)
- Anna Maria Dossena (it)
- Carlo Duse
- Guido Celano